# Satisfaction au travail

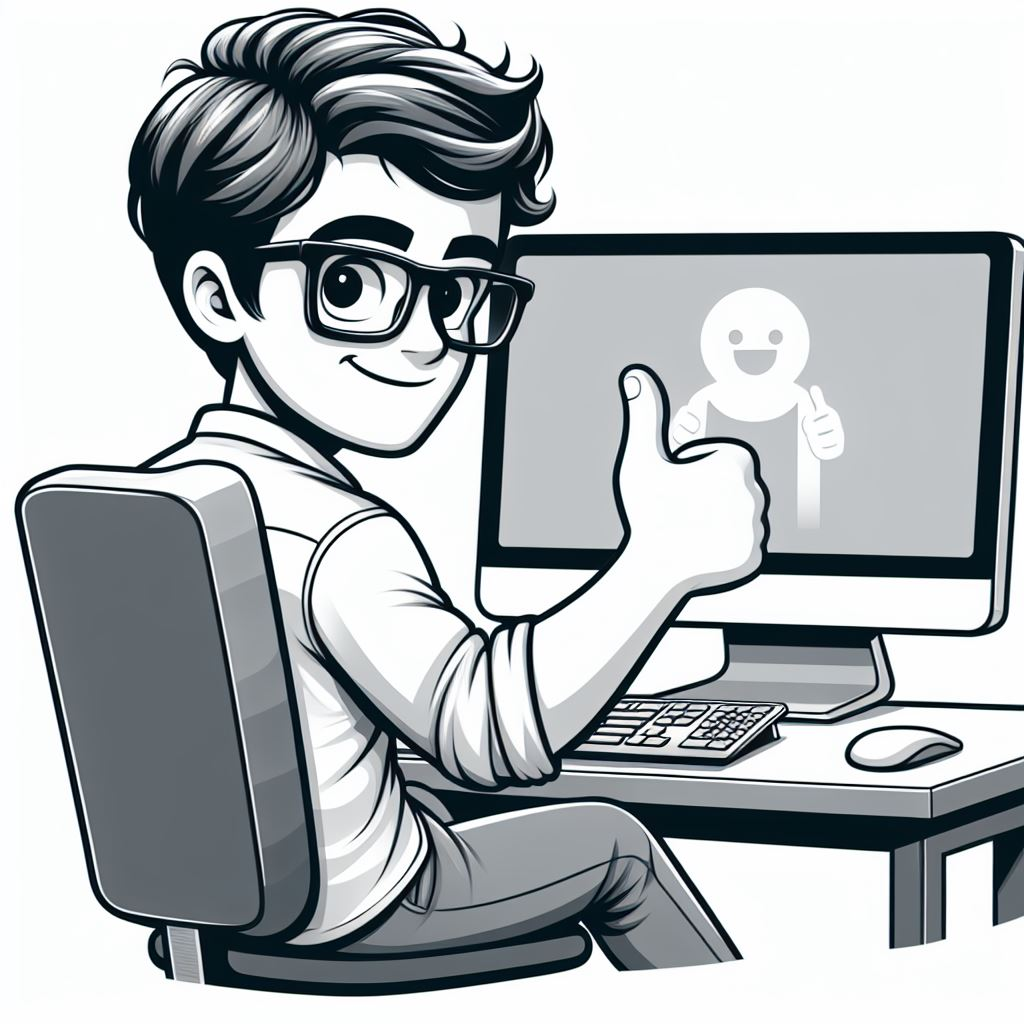
Un homme satisfait au travail

La satisfaction au travail est un sujet théorique important de la sociologie du travail et a été définie de différentes manières. Elle peut tout d'abord se référer à la satisfaction pure et simple d'un individu face à son emploi, aux tâches qu'il entraîne, à la hiérarchie. D'autres pensent que cette vision est trop simpliste et qu'il faudrait voir dans la satisfaction au travail une étude psychologique multidimensionnelle de la manière dont l'emploi influe sur la vie d'un individu. Les spécialistes ont également remarqués que la mesure de la satisfaction au travail varie selon le terme choisi pour qualifier cette satisfaction,.